# サンタナIV
『サンタナIV』（Santana IV）は、サンタナが2016年に発表したスタジオ・アルバム。

## 背景
本作は、1971年のアルバム『サンタナIII』の続編という意図で制作され、当時参加していたグレッグ・ローリー、ニール・ショーン、マイケル・シュリーヴ、マイケル・カラベロが集結した。きっかけは、ショーンがカルロス・サンタナに再共演を申し込んだことから始まり、当初は他の多くのギタリストも迎えたアルバムを作る案も検討されたが、カルロスが「他のギター奏者はいらない、私はただ君（ショーン）と一緒にやりたい」と主張し、それに伴って他の旧メンバーも起用する形になった。「ラヴ・メイクス・ザ・ワールド・ゴー・ラウンド」と「フリーダム・イン・ユア・マインド」には、アイズレー・ブラザーズのロナルド・アイズレーがゲスト・ボーカリストとして参加している。
本作リリースの2016年4月15日と前後して、ジャーニー（ローリーとショーンがサンタナ脱退後に結成したバンド）とのジョイント・コンサートがニューヨーク、アンカスビル、アレンタウンで開催された。

## 反響・評価
バンドの母国アメリカのBillboard 200では5位に達し、バンドにとって通算8作目の全米トップ5アルバムとなった。全英アルバムチャートでは4位に達し、『スーパーナチュラル』（1999年）以来の全英トップ10アルバムとなった。
Thom Jurekはオールミュージックにおいて5点満点中3.5点を付け「2人のギタリストのインタープレイは焼け付くようで、ローリーとシュリーヴも決して負けてはいない。特に前者は、若い頃よりもはるかに優れた（より表現力に満ちた）ボーカリストとなっている」「若々しさも過激さも無鉄砲さもないが、あたかも彼らがずっと、共に演奏と探求を続けてきたかのような印象を受ける」と評している。

## 収録曲
4. 8. 9. 12. 14.はインストゥルメンタル。
1. ヤンブー - "Yambu" (Carlos Santana, Karl Perazzo) - 3:26
2. シェイク・イット - "Shake It" (Neal Schon, Gregg Rolie, Michael Carabello, K. Perazzo) - 4:44
3. エニウェア・ユー・ウォント・トゥ・ゴー - "Anywhere You Want to Go" (G. Rolie) - 5:04
4. フィルモア・イースト - "Fillmore East" (C. Santana, N. Schon, G. Rolie, Michael Shrieve, M. Carabello, Benny Rietveld, K. Perazzo) - 7:44
5. ラヴ・メイクス・ザ・ワールド・ゴー・ラウンド - "Love Makes the World Go Round" (C. Santana, Nuru Kane, Thierry Fournel) - 4:20
6. フリーダム・イン・ユア・マインド - "Freedom in Your Mind" (C. Santana, Kenneth Okulolo) - 5:29
7. チュー・チュー - "Choo Choo" (C. Santana, Igor Len, N. Schon, G. Rolie, M. Carabello) - 4:09
8. オール・アボード - "All Aboard" (C. Santana) - 2:03
9. スウェニョス - "Sueños" (C. Santana, B. Rietveld) - 5:15
10. カミナンド - "Caminando" (C. Santana, N. Schon, M. Carabello, K. Perrazo) - 4:20
11. ブルーズ・マジック - "Blues Magic" (N. Schon, G. Rolie, C. Santana) - 4:25
12. エチゾ - "Echizo" (N. Schon, M. Shrieve) - 3:53
13. リーヴ・ミー・アローン - "Leave Me Alone" (M. Shrieve, G. Rolie, C. Santana) - 4:01
14. ユー・アンド・アイ - "You and I" (G. Rolie) - 4:19
15. カム・アズ・ユー・アー - "Come as You Are" (N. Schon, C. Santana, G. Rolie, M. Carabello, K. Perazzo) - 4:51
16. フォギヴネス - "Forgiveness" (N. Schon, C. Santana, G. Rolie, Claus Zundel) - 7:22

## 参加ミュージシャン
- カルロス・サンタナ - ギター、ボーカル
- グレッグ・ローリー - リード・ボーカル、ハモンドオルガン、キーボード
- ニール・ショーン - ギター、ボーカル
- ベニー・リートヴェルド - ベース
- マイケル・シュリーヴ - ドラムス
- マイケル・カラベロ - コンガ、パーカッション
- カール・ペラーソ - ティンバレス、パーカッション、ボーカル

アディショナル・ミュージシャン
- ロナルド・アイズレー - リード・ボーカル(on 5. 6.)